# Rhyncomya fovealis
Rhyncomya fovealis är en tvåvingeart som beskrevs av Mario Bezzi 1908. Rhyncomya fovealis ingår i släktet Rhyncomya och familjen Rhiniidae. Inga underarter finns listade i Catalogue of Life.